# Popiel (Równina Świdnicka)
Popiel – wzgórze o wysokości 284,4 m n.p.m. w południowo-zachodniej Polsce na Równinie Świdnickiej, w woj. dolnośląskim.
Wzgórze położone jest w południowo-zachodniej części Równiny Świdnickiej, około 4,2 km na południowy wschód, od centrum miejscowości Świdnica. Wzgórze jest najwyższym wzniesieniem Równiny Świdnickiej, ma postać niewielkiego wydłużonego kopca o płaskim szczycie wyniesionym nieznacznie ponad rozległą równinę o wyraźnie podkreślonych minimalnie pochyłych zboczach. Wzgórze wznosi się na bloku przedsudeckim, podłoże wzniesienia budują utwory masywu strzegomskiego przykryte warstwą osadów neogeńskich i plejstoceńskich. Partie szczytowe wzniesienia zajmuje las mieszany z przewagą sosny, na zboczach wzgórza poniżej szczytu zalegają łąki i pola uprawne. Na południowy zachód od wzgórza położona jest miejscowość Makowice.

## Topografia
- Na południowo-zachodnim zboczu wzgórza poniżej szczytu zachowały się resztki nasypu, stanowiące pozostałość jednego z szańców z okresu bitwy pod Burkatowem i Lutomią  w 1762 roku podczas wojny siedmioletniej. Wał szańca w kształcie półkola ukierunkowany jest na zachód w kierunku doliny rzeki Piławy[1].

## Turystyka
- Przez wzniesienie prowadzi zielony szlak turystyczny o długości 45 km, przebiegający trasą Walim - Bojanice - Wieruszów - Krzyżowa - Makowice - Góra Popiel - Świdnica[2].
- Wzniesienie należy do Korony Sudetów Polskich.
- Na wzgórze najlepiej dotrzeć od strony południowej od miejscowości Makowice.